# Bésame en la boca
Bésame en la boca es una película mexicana de 1995, protagonizada por la cantante Paulina Rubio y Charlie Massó. La película fue producida por Televicine y estrenada el 23 de junio de 1995 en México. La trama se centra en una joven que emprende un viaje ancestral y cambia de cuerpo, encontrándose a sí misma y al amor real en el proceso.

## Sinopsis
Claudia Romero es una pobre chica rica, una noche tras enojarse con su novio, quien la engañó diciéndole que la convertiría en cantante, sufre un accidente que le cuesta la vida. Al llegar al cielo, los ángeles se percatan de su equivocación, ya que ella no debería haber muerto. Fue filmada en la Ciudad de México.

## Elenco
- Paulina Rubio como Claudia Romero / Mónica González.
- Charlie Massó como Eduardo Morán.
- Delia Casanova como Consuelo.
- Dolores Beristáin como la abuela.
- Fernando Colunga como Arturo.
- Kenia Gascón como Elvira Viuda De Romero.
- Moisés Iván Mora como Benjamín.
- Claudia Ortega como Mónica.
- Alejandra Prado como Andrea.
- René Pereyra como Alejandro.
- Jesús Reyes como el barman.
- Javier Ruiz como el cura.
- Alejandro Bracho como un doctor.
- Humberto Zurita como el gerente de la disquera.

## Banda sonora

### Sencillos
- Besame en la boca
- Amarnos no es pecado